# Tizenegyszögszámok
A tizenegyszögszámok a figurális számokon belül a sokszögszámok közé tartoznak. Az n-edik tizenegyszögszám, Kn a közös csúcsból rajzolt, legfeljebb n pont oldalhosszúságú szabályos tizenegyszögek körvonalai egymástól különböző pontjainak száma.
Az n-edik tizenegyszögszám általánosan a következő képlettel adható meg:
{\displaystyle T_{n}={\frac {n(9n-7)}{2}}\quad (n>0)}.
Az első néhány tizenegyszögszám:
1, 11, 30, 58, 95, 141, 196, 260, 333, 415, 506, 606, 715, 833, 960, 1096, 1241, 1395, 1558, 1730, 1911, 2101, 2300, 2508, 2725, 2951, 3186, 3430, 3683, 3945, 4216, 4496, 4785, 5083, 5390, 5706, 6031, 6365, 6708, 7060, 7421, 7791, 8170, … (A051682 sorozat az OEIS-ben)

## Párosság
A tizenegyszögszámok párossága a páratlan-páratlan-páros-páros mintát követi.

## Általánosított tizenegyszögszámok
Az általánosított tizenegyszögszámok is a fenti képlettel állíthatók elő, de a nullát és a negatív egész számokat is megengedve. A következő sorrendben szokás az általánosított tizenegyszögszámokat előállítani: 0, 1, −1, 2, −2, 3, −3, 4..., ami a következő sorozatot adja:
0, 1, 8, 11, 25, 30, 51, 58, 86, 95, 130, 141, 183, 196, 245, 260, 316, 333, 396, 415, 485, 506, 583, 606, 690, 715, 806, 833, 931, 960, 1065, 1096, 1208, 1241, 1360, 1395, 1521, 1558, 1691, 1730, 1870, 1911, 2058, 2101, 2255, 2300, 2461, 2508, 2676 … (A195160 sorozat az OEIS-ben)
Minden második általánosított tizenegyszögszám „normál” tizenegyszögszám is egyben.

## Tesztelés tizenegyszögszámokra
Az n-edik tizenegyszögszám, {\displaystyle x_{n}} képletét n-re megoldva a következő képletet kapjuk:
{\displaystyle n={\frac {{\sqrt {72x+49}}+7}{18}}.}
Tetszőleges x szám tizenegyszögszám mivolta tesztelhető a fenti képletbe való behelyettesítéssel. Ha n egész számra jön ki, akkor x az n-edik tizenegyszögszám. Ha n nem egész szám, akkor x nem tizenegyszögszám.
Ez egyben tekinthető x tizenegyszöggyöke kiszámításának is.